# Rhinemys rufipes
Genre
Espèce
Synonymes
- Emys rufipes Spix, 1824

Statut de conservation UICN

 NT  : Quasi menacé
Rhinemys rufipes, unique représentant du genre Rhinemys, est une espèce de tortue de la famille des Chelidae.

## Répartition
Cette espèce se rencontre :
- au Brésil, dans les États du Pará et d'Amazonas ;
- en Colombie, dans les départements de Vaupés, de Guainía et d'Amazonas.

Sa présence est incertaine au Pérou et au Venezuela.

## Étymologie
Le nom spécifique rufipes vient du latin rufus, rouge, et de pes, le pied, en référence à l'aspect de ce saurien.

## Publications originales
- Spix, 1824 : Animalia nova; sive, Species novae Testudinum et Ranarum, quas in itinere per Brasiliam annis 1817-20 collegit et descripsit. F.S. Hübschmann, München, p. 1-53 (texte intégral).
- Wagler, 1830 : Natürliches System der Amphibien, mit vorangehender Classification der Säugthiere und Vögel. Ein Beitrag zur vergleichenden Zoologie. J.G. Cotta, München, p. 1-354 (texte intégral).